# Lengon
Lengon (nom occità) (en francès Langon) és un municipi francès situat al departament de la Gironda i a la regió de la Nova Aquitània. L'any 1999 tenia 6.168 habitants.

## Demografia
| Evolució de la població Cassini i INSEE |       |       |       |       |       |       |       |       |
| 1793                                    | 1800  | 1806  | 1821  | 1831  | 1836  | 1841  | 1846  | 1851  |
| 3 267                                   | 3 208 | 3 222 | 2 954 | 3 566 | 3 745 | 3 986 | 3 896 | 3 953 |

| 1856  | 1861  | 1866  | 1872  | 1876  | 1881  | 1886  | 1891  | 1896  |
| ----- | ----- | ----- | ----- | ----- | ----- | ----- | ----- | ----- |
| 4 201 | 4 114 | 4 505 | 4 647 | 4 740 | 4 704 | 4 726 | 4 733 | 4 956 |

| 1901  | 1906  | 1911  | 1921  | 1926  | 1931  | 1936  | 1946  | 1954  |
| ----- | ----- | ----- | ----- | ----- | ----- | ----- | ----- | ----- |
| 4 816 | 4 836 | 4 900 | 4 588 | 4 731 | 4 661 | 4 786 | 5 177 | 5 231 |

| 1962  | 1968  | 1975  | 1982  | 1990  | 1999  | 2006 | 2011 | 2016 |
| ----- | ----- | ----- | ----- | ----- | ----- | ---- | ---- | ---- |
| 5 375 | 5 356 | 5 843 | 5 836 | 5 842 | 6 168 | -    | -    | -    |

| 2019 | - | - | - | - | - | - | - | - |
| ---- | - | - | - | - | - | - | - | - |
| -    | - | - | - | - | - | - | - | - |

## Administració
| Període   | Identitat        | Partit |
| --------- | ---------------- | ------ |
| 1950-1959 | Pierre Vignolles |        |
| 1959-1965 | Robert Vouin     |        |
| 1965-1981 | Pierre Lagorce   | PS     |
| 1981-     | Charles Verité   | PS     |

## Història
Ciutat medieval, el 1154 es va oposar als anglesos, que la van assetjar. La senyoria de la vila va estar en mans dels vescomtes de Gabardà i després va passar, per donació del vescomte, al seu fill Bernat de Gabardà (germà del vescomte Pere II de Gabardà), qui per part de mare va rebre la senyoria de Bouville i per part de pare, els vescomtats de Bezaume i de Benauges. Bernat va morir vers 1266; el va succeir el seu fill Pere, que va obtenir la senyoria de Saint Macaise i tenia part de la de Lengon; el seu fill Bernat va heretar els vescomtats i Bouville, i un altre fill, Roger, la consenyoria de Lengon, continuada amb el fill Bonfes i el net Guillem, i després, extinta. Va passar a la família de La Mothe, que en fou expropiada pels anglesos el 1400. Va passar a França definitivament el 1453.

## Agermanaments
- Canelas
- Penzberg